# تمر گل‌سرخی
تَمْرِ گل‌سرخی (انگلیسی: Arytera divaricata) که با نام‌های «کوگارا» و «کوگرا» هم شناخته می‌شود، گونه‌ای درخت جنگلی بومی استرالیای شرقی است. این گیاه جذاب دارای برگ‌هایی براق، کم‌رنگ و افتاده در هنگام رشد جدید است. درختی است که در مناطق نسبتاً خشک می‌روید و اغلب در جنگل‌های بارانی ساحلی و جنگل‌های موسمی یافت می‌شود.
حد جنوبی‌ترین گسترهٔ طبیعی آن بندر استیونز (در عرض جغرافیایی ۳۲ درجه جنوبی) در ایالت نیوساوت ولز است و گسترهٔ شمالی آن تا دماغهٔ یورک در نوک شمالی استرالیا امتداد دارد. نام سردهٔ Arytera از واژه‌ای یونانی به‌معنای «جام» گرفته شده که به کاسه‌مانند بودن دریچه‌های میوه اشاره دارد. نام گونه‌ای divaricata نیز از واژه‌ای لاتین برگرفته شده که به شاخه‌چه‌های گسترده و پراکندهٔ خوشهٔ گل اشاره دارد.

## ویژگی‌ها
این گونه، درختی کوچک تا بزرگ است که دارای برگ‌هایی تیره و بالغ می‌باشد و ارتفاع آن گاه به بیش از ۳۵ متر می‌رسد، هرچند اغلب کمتر از ۱۰ متر دیده می‌شود. قاعدهٔ تنه کمی فلانج‌دار (پهن‌شده) است. پوست تنه نازک، صاف و خاکستری‌رنگ است.
برگ‌ها شانه‌ای و متناوب‌اند و شامل دو تا شش جفت برگچه هستند. شکل برگ‌ها نیزه‌ای تا تخم‌مرغی بوده، بدون دندانه. برگچه‌ها ۵ تا ۱۵ سانتی‌متر طول و ۱٫۵ تا ۶ سانتی‌متر پهنا دارند، کرک‌دار و چرمی‌اند و معمولاً نوک تیز ندارند. سطح رویی برگ‌ها سبز براق است. برگ‌های تازه ابتدا قرمز، سپس صورتی و در پایان زرد می‌شوند. دم‌برگ ۳ تا ۶ میلی‌متر طول دارد. رگبرگ میانی هم در سطح بالا و هم پایین برجسته است. برگ‌ها دارای رگبرگ‌های جانبی اصلی به تعداد ۸ تا ۱۲ عدد به‌شکل واضح هستند.
گل‌ها در بازهٔ زمانی نوامبر تا آوریل ظاهر می‌شوند و به‌رنگ کرم‌اند، روی خوشه‌های گلپوش و پهن و کرک‌دار. میوه به‌صورت کپسول سه‌لوبه است. درون آن دانه‌هایی بیضی‌شکل و قهوه‌ای‌رنگ قرار دارد که در آریلی گوشتی و قرمز احاطه شده‌اند. دانه‌ها از ژوئن تا اکتبر می‌رسند. جوانه‌زنی بذرها مطمئن است و اغلب تنها هفت روز پس از کاشت، ریشه‌ها نمایان می‌شوند.

## کاربردها
تمر گل‌سرخی می‌تواند به‌عنوان درختی زینتی و تزئینی به‌کار رود.